# Charles-Ferdinand Ramuz
Charles-Ferdinand Ramuz (24. září 1878 Lausanne – 23. května 1947 Lausanne) byl švýcarský spisovatel a básník. Je považován za nejvýznamnějšího zástupce francouzsky psané švýcarské literatury.

### Přehled děl v originále (výběr)
- Vendanges (1927)[1]

### České překlady
- Příběhy z hor. 2. vyd. Praha : Odeon, 1989. 307 S. Překlad z francouzštiny: Josef Heyduk
- Kdyby se slunce nevrátilo (orig. 'Si le soleil ne revenait pas'). Tábor : Zahrada, 2003. 157 S. Překlad z francouzštiny: Josef Heyduk
- A kdyby slunce nevyšlo (orig. 'Si le soleil ne revenait pas'). 1. vyd. Praha : Družstvo Dílo, 1947. 181 S. Překlad z francouzštiny: Mirko Böhnel, úvod: Jarmila Otradovicová
- Zpívající pastvina (orig. 'Derborence'). Praha : Rudolf Škeřík, 1946. 200 S. Překlad z francouzštiny: Lída Faltová
- Ztracený syn : román (orig. 'Le garçon savoyard'). Praha : Evropský literární klub, 1942. 204 S. Překlad z francouzštiny: Josef Heyduk, studii o autorovi napsal: Josef Kopal
- Míra člověka (orig. 'Taille de l’homme'). V Praze : Jan Laichter, 1939. 135 S. Překlad a úvod: Jiřina Rybářová
- Adam a Eva: román (orig. 'Adam et Ève'). V Praze : Jan Laichter, 1939. 233 S. Překlad: Jan Čep
- Děs na hoře. Praha : Rudolf Škeřík, 1937. 185 S. Překlad z francouzštiny: Lída Faltová
- Krása na zemi. V Praze : Ladislav Kuncíř, 1931. 255 S. Překlad: Anna Kučerová
- Nemocní se uzdravují. Praha : Družstvo práce, 1925. 134 S. Překlad: Lída Faltová-Pospíšilová

### Slovenské překlady
- Vláda zlého ducha (orig. 'Le Règne de l’Esprit malin'). 1. vyd. Bratislava : Tatran, 1970. 140 S. Překlad z francouzštiny: Jozef Felix
- Pastvina, Derborence. 2. vyd. Bratislava : Slov. spis., 1968. 164 S. Překlad z francouzštiny: Jozef Felix
- Vrch hrôzy (orig. 'Derborence'). 2. vyd. V Liptovskom Sv. Mikuláši : Tranoscius, 1946. Překlad z francouzštiny: Jožo Felix

## Rozhlasová zpracování
- 2023 Děs na hoře, dvanáctidílná četba na pokračování Českého rozhlasu, z překladu Lídy Faltové pro rozhlas upravil Petr Turek, v režii Dimitrije Dudíka četl Aleš Procházka.[2]
- 2024 Život Samuela Beleta, dvacetidílná četba na pokračování Českého rozhlasu, z překladu Jiřího Reynka pro rozhlas upravil Petr Turek, v režii Vlada Ruska četl Igor Bareš.[3]